# Drievoudig verhoogde afgeknotte dodecaëder
Een drievoudig verhoogde afgeknotte dodecaëder is in de meetkunde het johnsonlichaam J71. Deze ruimtelijke figuur kan worden geconstrueerd door drie vijfhoekige koepels J5 op drie tienhoekige zijvlakken van een afgeknotte dodecaëder te plaatsen, die niet naast elkaar liggen. De verhoogde afgeknotte dodecaëder J68, de paradubbelverhoogde afgeknotte dodecaëder J69 en de metadubbelverhoogde afgeknotte dodecaëder J70 worden ook geconstrueerd door vijfhoekige koepels op een afgeknotte dodecaëder te plaatsen, maar bij die lichamen een, twee en weer twee vijfhoekige koepels.
- (en)  MathWorld. Triaugmented Truncated Dodecahedron.